# Caterina Amàlia de Solms-Laubach
Caterina Amàlia de Solms-Laumbach (en alemany Katharine Amalie zu Solms-Laubach) va néixer a Laubach (Alemanya) el 26 de setembre de 1654 i va morir a Scheveningen el 26 d'abril de 1736. Era filla del comte Carles Otó de Solms-Laubach (1633-1676) i d'Amona Elisabet de Bentheim-Steinfurt (1623-1701).

## Matrimoni i fills
El 16 d'abril de 1680, es va casar amb Felip de Hessen-Philippsthal (1655-1721), fill de Guillem VI de Hessen-Kassel (1629-1663) i de la princesa Hedwig Sofia de Brandenburg (1623-1683). El matrimoni va tenir vuit fills:
- Guillemina (1681-1699)
- Carles (1682-1770), landgravi de Hessen-Philippsthal, casat amb Caterina Cristina de Saxònia-Eisenach (1699-1743).
- Amàlia (1684-1754)
- Amona (1685-1686)
- Felip (1686-1717), casat amb Maria de Limburg (1689-1759.
- Enriqueta(1688-1761)
- Guillem (1692-1761), landgravi de Hessen-Philippsthal-Barchfeld, casat amb la princesa Carlota d'Anhalt-Bernburg (1704-1766).
- Sofia (1695-1728), casada amb el duc Pere August de Schleswig-Holstein-Sonderburg-Beck (1696-1775).